# Eupithecia costimacularia
Eupithecia costimacularia là một loài bướm đêm trong họ Geometridae.